# 불치사
불치사(佛齒寺, ශ්‍රී දළදා මාළිගාව)는 스리랑카 캔디에 있는 불교 사찰이다. 이 사찰은 옛 캔디 왕국의 캔디 왕궁 복합 단지에 위치해 있으며, 부처의 치아 유물을 보관하고 있다. 고대부터 이 유물은 누가 유물을 소유하느냐에 따라 나라의 통치권이 결정된다고 믿어졌기 때문에 지역 정치에서 중요한 역할을 해왔다. 이 유물은 역사적으로 싱할라 왕들이 소유했다. 성스러운 부처님 이빨 사원은 주로 사찰과 유물 때문에 세계유산으로 지정되었다.
두 개의 특정 종단인 말와투 종단과 아스기리 종단의 비구들이 사찰의 내부 방에서 매일 예배를 드린다. 의식은 매일 세 번 거행되는데, 새벽, 정오, 저녁에 이루어진다. 수요일에는 향기로운 물과 향기로운 꽃으로 만든 약초 제제인 나눔루라 망갈라야(Nanumura Mangallaya)로 유물을 상징적으로 목욕시킨다. 이 성수는 치유의 힘을 가지고 있다고 믿어지며, 참석한 사람들에게 나누어준다. 캔디 에살라 페라헤라는 성스러운 부처님 이빨 유물에 경의를 표하기 위해 매년 개최된다.

## 역사

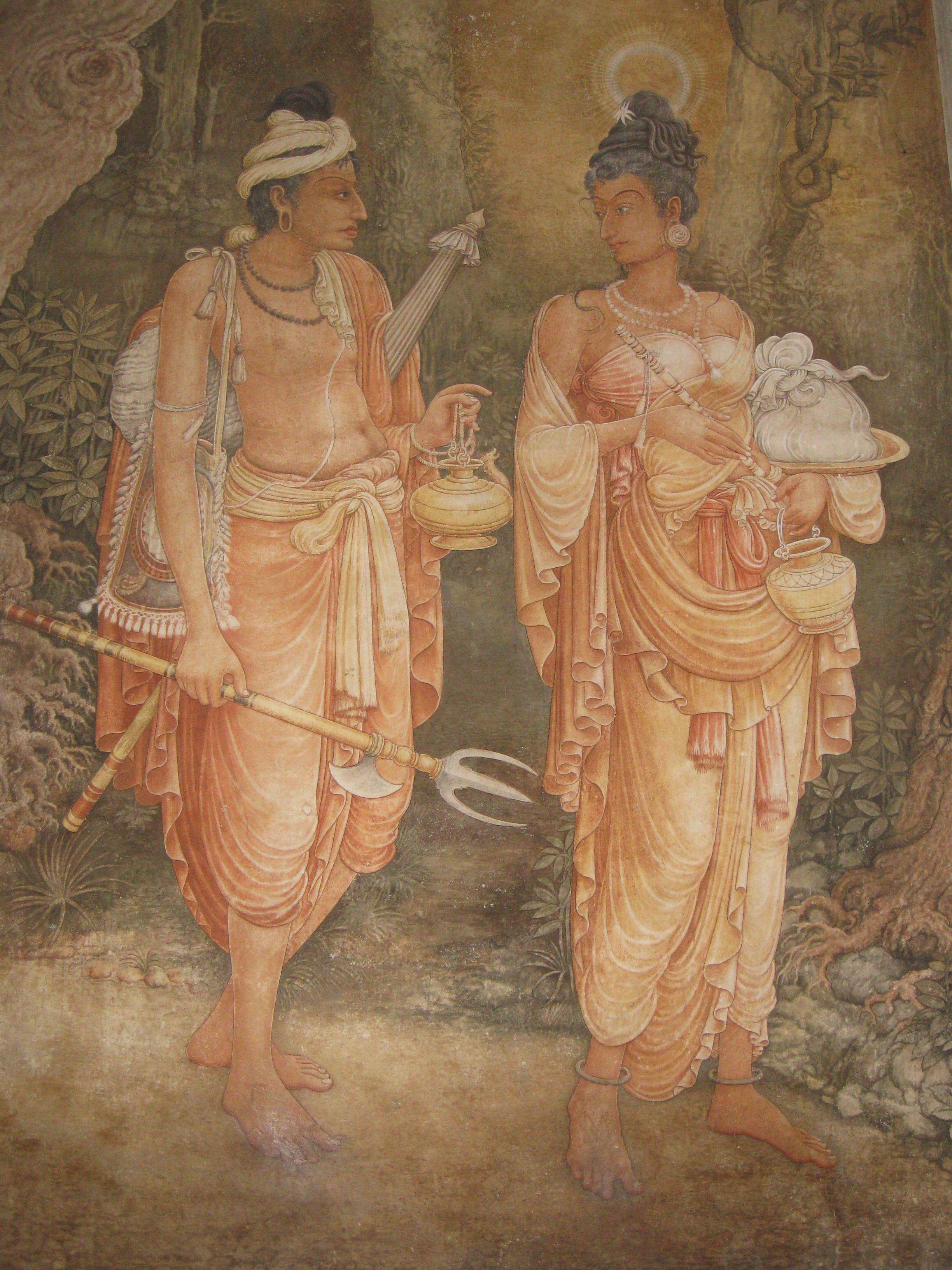
켈라니야 사원의 벽화로, 헤마말리 공주와 그녀의 남편 단타 왕자가 가우타마 붓다의 치아 유물을 머리카락 속에 숨겨 스리랑카로 가져오는 모습을 묘사했다. – 솔리아스 멘디스의 그림

고타마 붓다의 마하 파리니르바나(열반) 이후, 전설에 따르면 치아 유물은 칼링가에 보존되었고, 헤마말리 공주와 그녀의 남편 단타 왕자가 그녀의 아버지 구하시바 왕의 지시에 따라 섬으로 밀반입되었다. 헤마말리는 섬으로 가는 길에 유물을 머리카락 속에 숨겼다. 그들은 아누라다푸라의 시리메가반나 (301–328) 통치 기간에 랑카파타나에 상륙하여 치아 유물을 넘겨주었다. 왕은 이를 아누라다푸라의 메가기리 비하라(현재의 이수루무니야)에 안치했다. 그 이후로 유물 보호는 군주의 책임이 되었고, 따라서 수년에 걸쳐 유물의 수호권은 섬을 통치할 권리를 상징하게 되었다. 그리하여 아누라다푸라 왕국, 폴론나루와 왕국, 담바데니야 왕국 시대와 마찬가지로 통치 군주들은 치아 유물 사원을 왕궁 가까이에 지었다. 감폴라 왕국 시대에는 유물이 니얌감파야 비하라에 보관되었다. 코테 왕국이 스리자야와르데네푸라코테에 세워졌을 때 치아 유물 사원이 도시 안에 있었다는 기록은 함사, 기라, 셀라히니와 같은 전령 시에 전해진다.

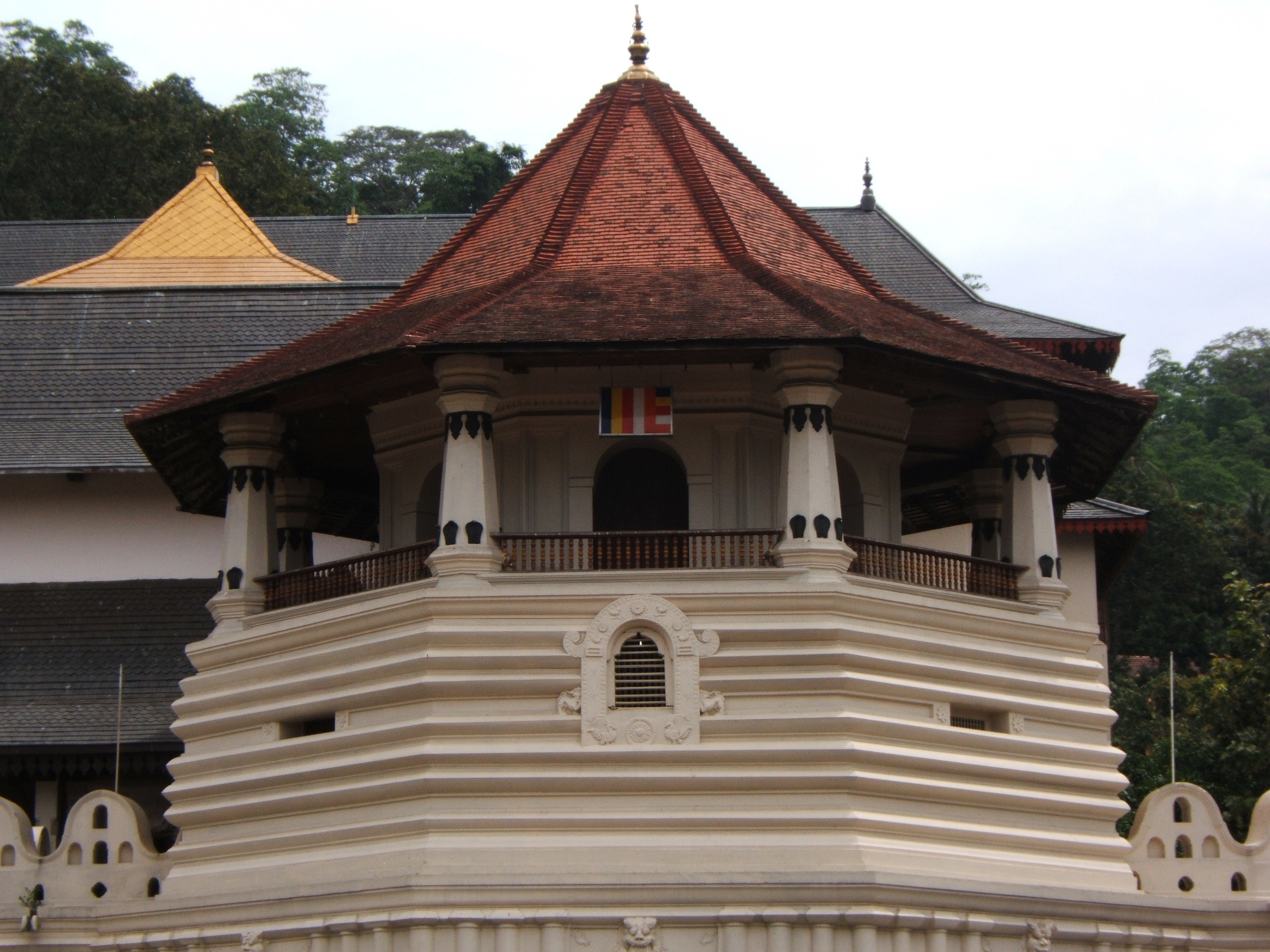
정면에서 본 파티리푸와

코테의 다르마팔라 통치 기간에 유물은 옮겨져 라트나푸라의 델가무와 비하라에 있는 맷돌 속에 숨겨졌다. 그것은 히리피티예 디야와다나 랄라와 데바나가라 라트날란카라 테라에 의해 캔디로 옮겨졌다. 비말라다르마수리야 1세는 치아 유물을 보관하기 위해 2층 건물을 지었으나, 지금은 사라졌다. 1603년 포르투갈 왕국이 캔디를 침공했을 때, 유물은 둠바라의 메다 마하누와라로 옮겨졌다. 라자신하 2세 시대에 회수되었으며, 그가 원래 건물을 복원하거나 새 사원을 지었다고 전해진다. 현재의 치아 유물 사원은 비라 나렌드라 신하가 지었다. 팔각형의 파티리푸와와 해자는 스리 비크라마 라자신하 통치 기간에 추가되었다. 왕실 건축가 데벤드라 물라차리야가 파티리푸와를 지은 공로를 인정받고 있다. 원래는 왕이 여가 활동을 위해 사용했으나, 나중에 치아 유물에 봉헌되었으며, 현재는 사찰의 도서관으로 사용되고 있다.

### 건물에 대한 공격
사원은 1989년에 무장 조직인 자나타 비무크티 페라무나 (JVP)에 의해 공격을 받았는데, 이는 유물을 탈취하려는 의도였다. 그리고 1998년에는 무장 조직인 타밀일람 해방 호랑이 (LTTE)에 의해 공격을 받았는데, 이 공격으로 왕궁의 전면부가 손상되었다.

### 과밀로 인한 사망 및 부상
2025년 4월, 치아 사원에서 치아 유물 공개 전시회가 열렸는데, 하루 만에 약 45만 명의 신자들이 몰려 10km 가까이 줄을 섰다. 심각한 과밀로 인해 주로 열사병으로 4명이 사망하고 300명 이상이 병원에 입원했다. 당국은 도시로 향하는 추가 열차 운행을 중단하고, 군경 특공대를 배치하여 군중 통제를 실시했으며, 사원 단지 입장을 제한했다.

## 건축

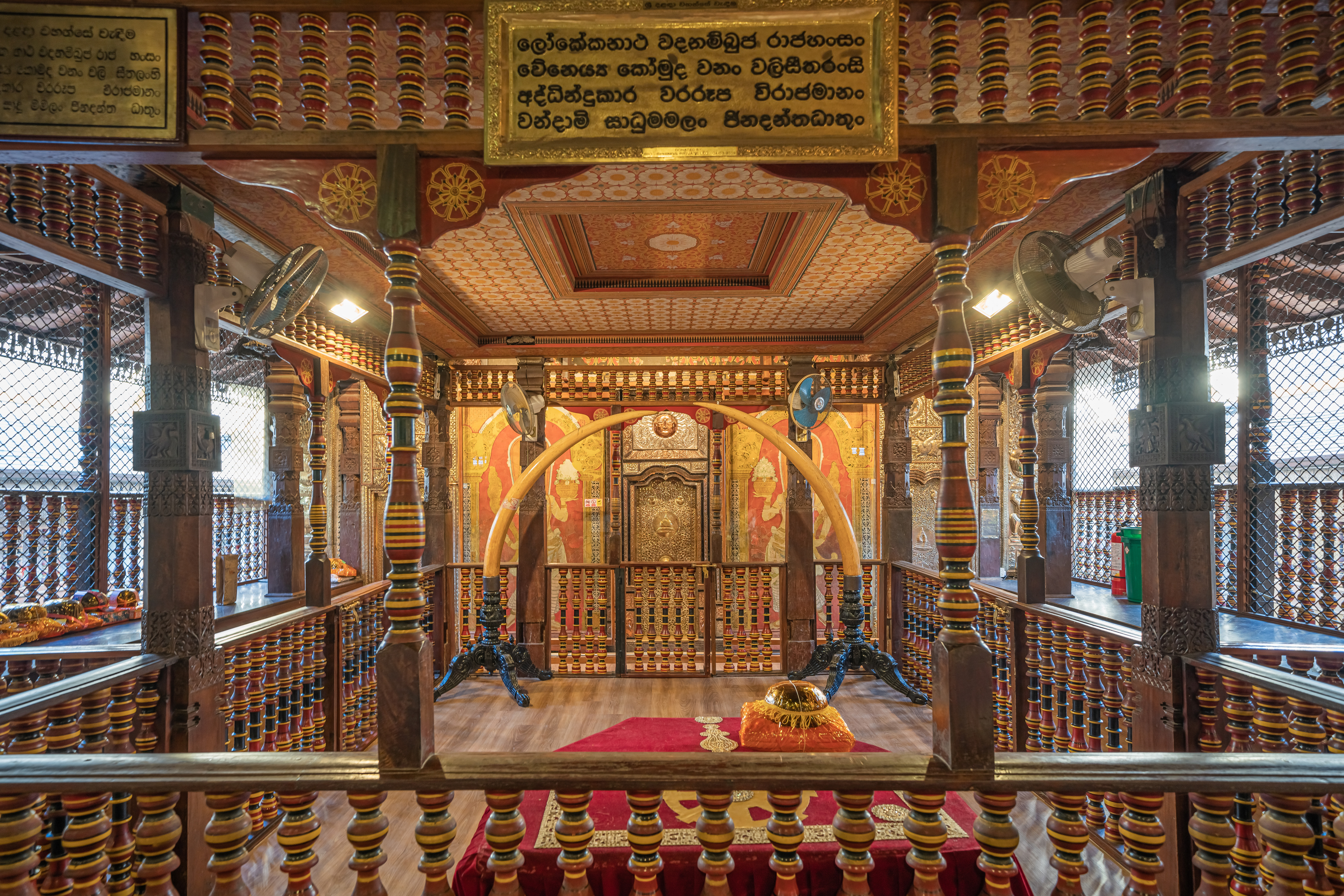
치아 사원 내부

해자와 보감바라 호수를 따라 이어지는 벽돌 벽은 물결 벽으로 알려져 있다. 이 벽의 구멍들은 코코넛 기름 램프를 켜기 위해 만들어졌다. 해자 위에 있는 주 출입문은 마하와할카다(Mahawahalkada)라고 불린다. 마하와할카다 계단 아래에는 캔디 양식으로 조각된 산다카다 파하나 (월석)가 있다. 마하와할카다는 1998년 폭탄 테러로 완전히 파괴된 후 산다카다 파하나를 비롯한 다른 석각과 함께 재건되었다. 코끼리들이 입구 양쪽에 돌로 묘사되어 있다. 마카라 토라나와 두 개의 수호석이 계단 꼭대기에 놓여 있다. 헤위시 고수들의 방은 주 사당 앞에 위치해 있다. 주 사당의 두 층은 "팔레 말라야" (아래층)와 "우두 말라야" (위층) 또는 "웨다 히티나 말리가와"로 알려져 있다. 웨다 히티나 말리가와의 문은 상아 조각이다. 치아 유물이 보관된 실제 방은 "한둔 쿠나마"로 알려져 있다.

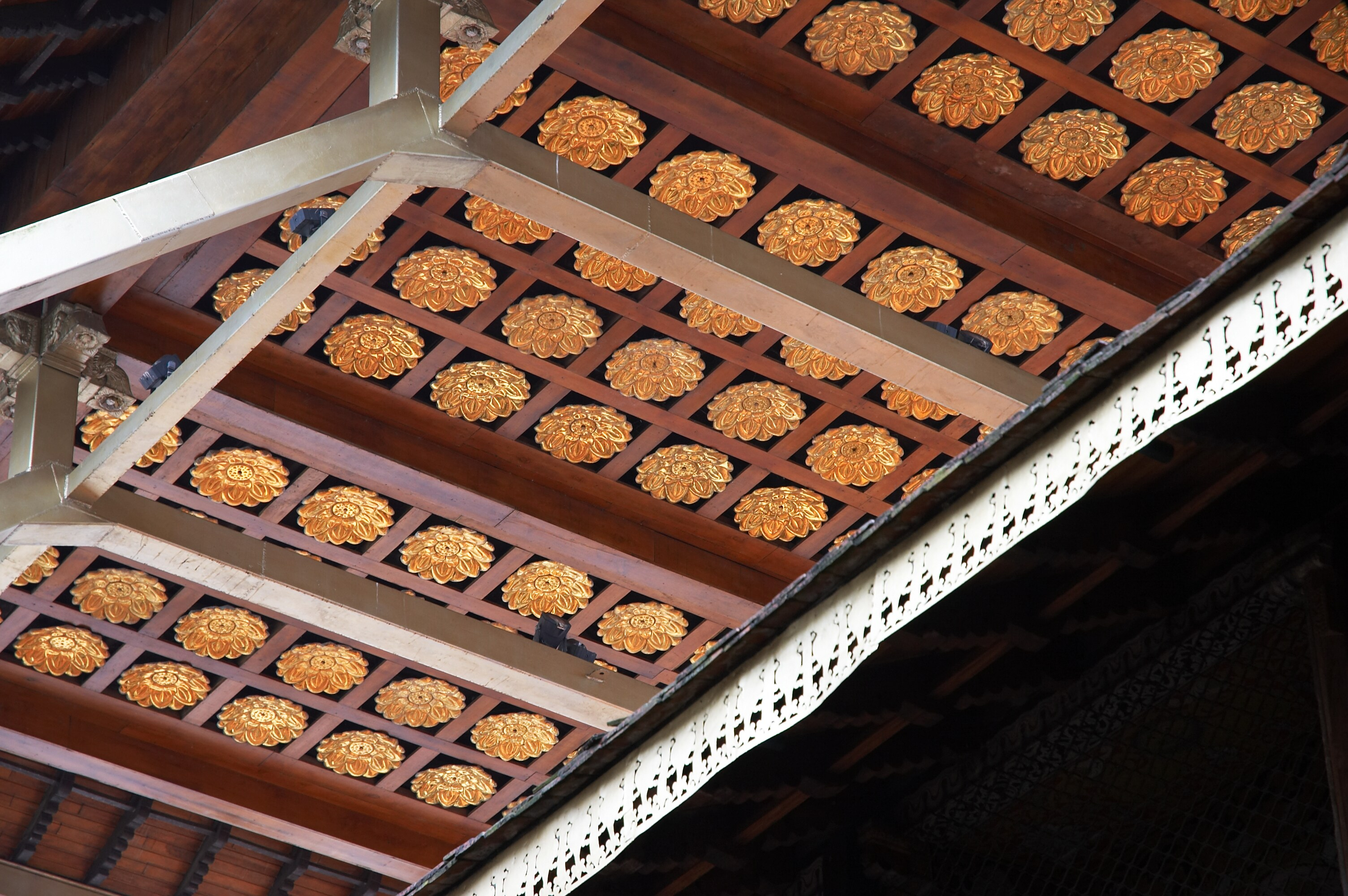
주 사당 위의 황금 천장

주 사당 위의 황금 천장과 사찰 단지를 둘러싼 황금 울타리는 당시 총리였던 라나싱헤 프레마다사에 의해 1987년에 지어졌다. 치아 유물은 귀한 보석으로 상감된 7개의 황금 궤에 봉인되어 있다. 이 궤는 스투파를 나타낸다. 캔디 에살라 페라헤라 기간에 사용되는 행렬 궤도 같은 방에 전시되어 있다.

## 관련 건물 및 구조물

### 왕궁

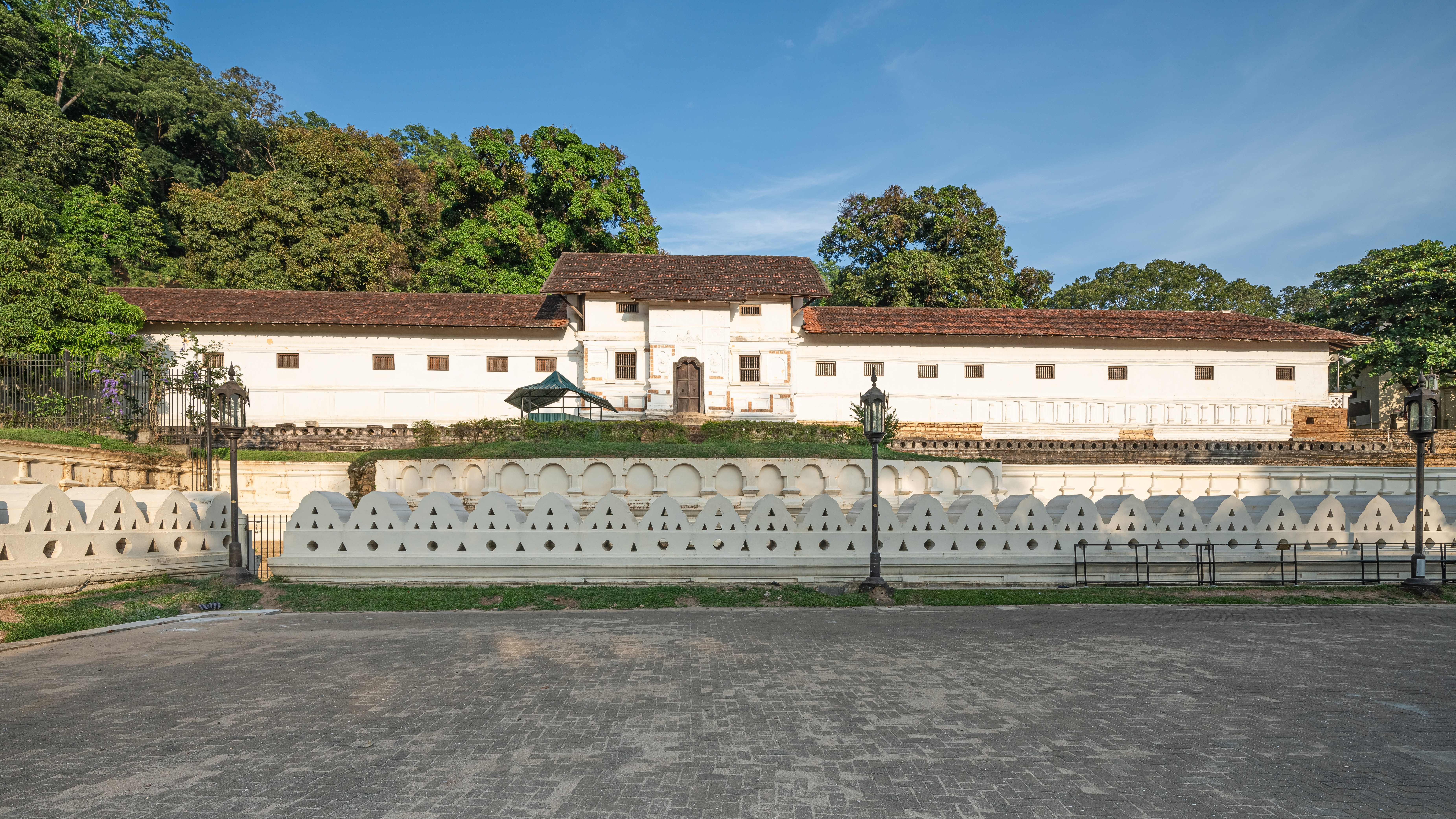
캔디의 비말라다르마수리야 1세가 캔디 왕궁을 지었다.

왕궁은 사원 북쪽에 위치해 있다. 1762년 사절로 파견된 존 파이버스(John Pybus)는 왕궁에 대한 상세한 설명을 남겼다. 감폴라의 비크라마바후 3세 (재위 1356–1374)와 캔디의 세나 삼마타 위크라마바후 (재위 1469–1511)가 이 자리에 왕궁을 지었다. 캔디의 비말라다르마수리야 1세는 궁전에 다양한 장식을 추가했다. 네덜란드 동양학자 필리푸스 발다이우스는 1656년에 헤라르트 피테르스 휠프트 장군과 함께 궁전을 방문했다. 왕실 거주지는 폴론나루와 시대부터 싱할라어로 "마하 와살라"로 알려졌다. 왕궁은 또한 "말리가와" (궁전)라고도 불린다. 세 개의 와할카다와 8 피트 (2.4 m) 높이의 벽이 주 출입구로 사용되었다. 궁전의 나타 데발레를 향하는 부분은 가장 오래된 것으로 알려져 있다. 영국 시대 초기에 이 건물은 정부 요원인 캔디의 존 도일리 경, 1대 남작이 사용했다. 도일리의 후임자들도 계속해서 공식 관저로 사용했다. 오늘날에는 고고학 박물관으로 보존되어 있다. 울펜 게(Ulpen Ge)와 퀸즈 팰리스(Queens Palace)는 궁전의 부속 건물이다.

### 접견실

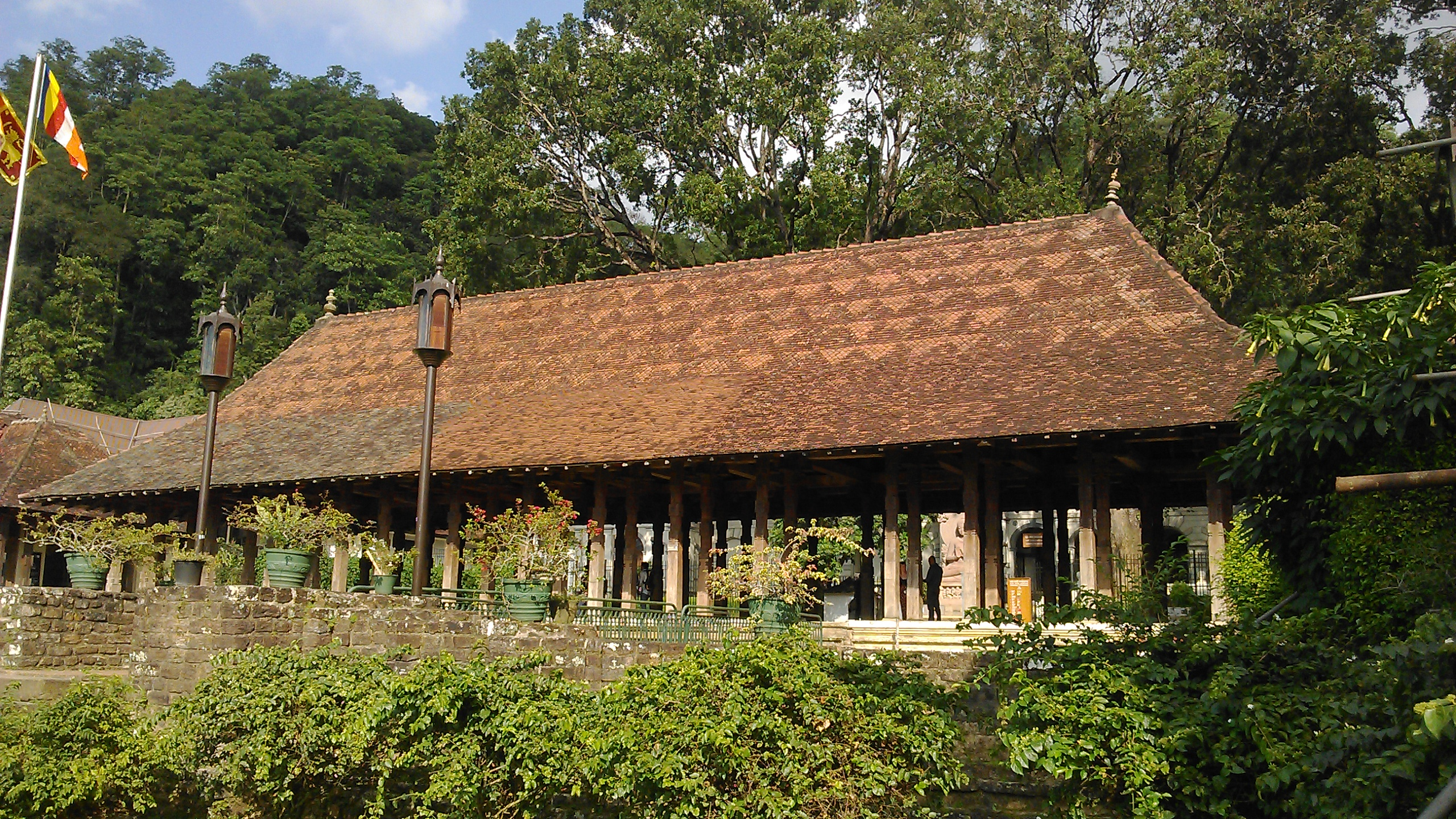
사원의 북쪽 파사드에서 본 접견실

접견실 또는 마굴 마두와는 캔디 왕들이 재판을 열었던 곳이다. 이 건물은 스리 비크라마 라자신하 통치 기간에 완공되었다. 나무 지붕을 지지하는 나무 기둥의 조각은 캔디 시대의 목각의 한 예이다. 캔디의 스리 라자디 라자신하가 1783년에 지었다. 이 홀은 1872년 앨버트 에드워드, 웨일스 공의 방문을 맞이하기 위해 개조되었다. 원래 홀의 크기는 58 by 35.6 피트 (17.7 m × 10.9 m)였으며, 개조 후 길이가 31.6 피트 (9.6 m) 추가되었다. 홀 근처의 다른 건물들은 영국 통치 기간에 철거된 것으로 추정된다. 접견실은 캔디 협약이 작성된 장소였으며, 1815년 3월 2일 대중에게 협약이 낭독되고 협약에 대한 회의가 개최된 곳이었다. 그 공간은 나중에 캔디 카체리(Kandy Kachcheri)와 캔디 대법원을 세우는 데 사용되었다. 오늘날 이 건물은 국가 행사용으로 사용되며 고고학부 소속으로 보존되어 있다.

### 마하말루와
마하말루와는 매년 에살라 페라헤라를 보러 오는 대중들을 위한 장소이다. 오늘날에는 마두마 반다라의 동상이 있다. 케페티폴라 디사웨의 해골이 들어 있는 기념비도 또 다른 볼거리이다. 헤마말리 공주와 단타 왕자의 동상도 이곳에 있다.
| 1 | 치아 사원 건물 단지      |
| 2 | 마하와할카다 (주 출입구) |
| 3 | 해자                     |
| 4 | 파티리푸와 (팔각정)      |
| 5 | 한둔 쿠다마              |
| 6 | 황금 천장                |
| 7 | 치아 사원 박물관 (신궁)  |

| 8  | 캔디 왕궁                       |
| 9  | 캔디 국립 박물관                |
| 10 | 국제 불교 박물관 (옛 법원 건물) |
| 11 | 캔디 호수                       |
| 12 | 울판게 (여왕 목욕정)            |
| 13 | 자야틸레케 만다파야             |
| 14 | 우다와타 켈레 보호구역          |

| 1 | 치아 사원 건물 단지      |
| 2 | 마하와할카다 (주 출입구) |
| 3 | 해자                     |
| 4 | 파티리푸와 (팔각정)      |
| 5 | 한둔 쿠다마              |
| 6 | 황금 천장                |
| 7 | 치아 사원 박물관 (신궁)  |

| 8  | 캔디 왕궁                       |
| 9  | 캔디 국립 박물관                |
| 10 | 국제 불교 박물관 (옛 법원 건물) |
| 11 | 캔디 호수                       |
| 12 | 울판게 (여왕 목욕정)            |
| 13 | 자야틸레케 만다파야             |
| 14 | 우다와타 켈레 보호구역          |

## 같이 보기
- 부처님 치아 사원과 박물관
- 체티야
- 브라간자의 콘스탄티노
- 다타밤사
- 디야와다나 닐라메 (최고 평신도 수호자)
- 가스파르 조르제 데 레앙 페레이라
- 부처님과 관련된 스리랑카의 유물

## 내용주
1. ↑  මාලිගාව, māḷigāva

### 인용
1. 1 2 3 4  Abeywardena 2004, 25쪽
2. ↑  Brockman 2011, 561쪽.
3. ↑  Seneviratna 1989, 90–91쪽
4. 1 2  Seneviratna 1989, 92쪽
5. ↑  Wickrematunge, Raine (2001년 12월 2일). 《나는 달라다 말리가와를 공격한 JVP 팀의 일원이었다》. (인터뷰). Colombo: 더 선데이 리더. 2012년 4월 9일에 확인함.
6. ↑  “스리랑카에서 불교도들이 성스러운 치아를 보기 위해 10km 길이의 줄을 선다”. 《NDTV》. 2025년 4월 24일.
7. 1 2  Abeywardena 2004: p. 28
8. ↑  Seneviratna 1989: p. 93
9. ↑  Abeywardena 2004: p. 26
10. ↑  Seneviratna 1989: p. 94
11. 1 2  Abeywardena 2004: p. 36
12. ↑  Seneviratna 1989: p. 73
13. ↑  Abeywardena 2004: p. 428
14. ↑  “Rootsweb.ancestry.com”.
15. ↑  Seneviratna 1989: p. 87

### 저널
- Lahiri, Latika (1974). 《Ceylon and China: The Account of Ceylon in the Dynastic History of the T'ang Period》. 《Proceedings of the Indian History Congress》 35. 388–391쪽. JSTOR 44138805.